# Уайнэнс, Джеймин
Джеймин Уайнэнс (англ. Jamin Winans; 4 декабря 1977 года) — американский режиссёр, сценарист, монтажёр и композитор, известный своими художественными фильмами: короткометражками «Трудно быть богом (Вращение)» и «Дядя Джек», а также полнометражными фильмами «11:59», «Чернила», «Кадр» и «Миф о человеке».

## Биография
Джеймин родился и вырос в Колорадо. Он учился в начальной школе Берген Парк и средней школе Эвергрин в Колорадо. После того как его исключили из колледжа в Лос-Анджелесе, в котором он учился на кинорежиссёра, начал заниматься бизнесом, связанным с кинопроизводством в Колорадо. В настоящее время женат на кинопродюсере Кайове Уайнэнс. Кроме фильмов, Уайнэнс также работает над телевизионной рекламой.
В 1998 году вместе с женой создал компанию «Double Edge Films».

## Карьера
Уайнэнс начал делать фильмы ещё в 10 лет с помощью ниток и картона. Он снял свой первый короткометражный фильм «Блэнстон» в 2003 году. Фильм повествует о четырёх людях, пытающихся расследовать страховое жульничество компании, на которую они работают. Его следующая короткометражка «Лабиринт» также выпущена в 2003-м — фильм о физике, пытающемся понять науку о Вселенной. В 2005-м Уайнэнс снял «Вращение» (в России более известный, как «Трудно быть богом») — история диджея, пытающегося исправить цепь событий в центре города. Этот короткометражный фильм выиграл сорок фестивальных премий на более чем восьмидесяти фестивалях во всём мире. Его первый полнометражный фильм «11:59» был выпущен в 2005-м. В фильме рассказывается история видеооператора, пытающегося вспомнить то, что произошло за прошлые двадцать четыре часа его жизни. Премьера состоялась на Монреальском кинофестивале в 2005 году, фильм выиграл премии «Лучший фильм», «Приз зрительских симпатий» и «Премия за лучший монтаж» на различных фестивалях во всём мире.
В 2009 году выходит новый полнометражный фильм Уайнэнса «Чернила». Фильм об отце, пытающемся спасти свою дочь из комы, плавающей между мечтами и кошмарами. Уайнэнс также сделал саундтрек для фильма. Его композиция «The City Surf» из фильма «Чернила» использована в кульминационной сцене фильма «Схватка», хотя остальная музыка была написана Марком Страйтенфельдом.
Его следующий фильм вышел в 2010 году и назывался «Дядя Джек» — история отчаявшегося беглеца, пытающегося рассказать сказку на ночь своей племяннице. Эта короткометражка собрала более 100 000 просмотров на YouTube, показывалась на различных мировых кинофестивалях и получила приз за Лучшую короткометражную комедию на кинофестивале Taos Shortz в 2011 году.
В 2014 году вышел фильм «Кадр» по собственному сценарию Уайнэнса.
В 2025 году вышел фильм «Миф о человеке» по собственному сценарию Уайнэнса.

## Фильмография
Как сценарист, режиссёр, монтажёр и композитор:
- Блэнстон (Blanston, 2003) — короткометражный фильм
- Лабиринт (The Maze, 2003) — короткометражный фильм
- Трудно быть богом (Вращение) (Spin, 2005) — короткометражный фильм
- 11:59 (11:59, 2005)
- Чернила (Ink, 2009)
- Дядя Джек (Uncle Jack, 2010) — короткометражный фильм
- Кадр (The Frame, 2014)
- Миф о человеке (Myth of Man, 2025)